# U nás v Kocourkově
U nás v Kocourkově  je česká filmová komedie, natočená v roce 1934 v režii Miroslava Cikána podle satirické veselohry Karla Poláčka, založené na základní situaci, použité Gogolem v Revizorovi.

## Děj
Ve městě Kocourkov se blíží volby na radnici. Starosta Adam se dozví, že se do města má po dlouhých letech vrátit mladý Jalovec, syn Jalovce staršího, pytláka. Mladý Jalovec odešel před 15 léty tajně z domova, vstoupil do služeb šejka Ahmeda, byl postupně jeho sluhou, rádcem a nakonec vrchním velitelem šejkových vojsk. V daleké cizině se stal hrdinou. Starosta Adamec navrhne městské radě uspořádat velkolepé přivítání jejich krajana a využít toto i k volební agitaci.
Mezitím ve věznici hlavního města sedí Ferdinand Kaplan, vězeň č. 1313. Profesí je cirkusový umělec, kouzelník a eskamotér, polykač předmětů. Ve vězení však polyká předměty na protest „proti justičnímu omylu“, který byl na něm spáchán. Vrací se zrovna z nemocnice, kde byl na operaci žaludku. Ve vězení sedí také starý pytlák Jalovec z Kocourkova, který má jít zrovna domů. V tomtéž vězení, v samovazbě, sedí další trestanec, který si připravuje útěk z trestnice, přeřezává mříže v okně. Velitel trestnice si jej povolá a sdělí mu, že za dobré chování půjde do normální cely, zatímco do samovazby půjde Kaplan.  Kaplan se ve své nové cele chce podívat ven, chytne za mříže, které mu však zůstanou v rukou. Když je chce vrátit nazpět, vypadnou ven zrovna na hlavu hlídkujícího dozorce. Toho využije Kaplan, vyleze z okna, převleče se do dozorcovy uniformy. Když pak vyjde na dvůr, čeká tam skupina vězňů, která má jít do města. Kaplan v uniformě vyjde ven z trestnice a vězni za ním, neboť myslí, že je to jejich dozorce, který je vede. Marně se snaží Kaplan vězňům utéct. Nakonec je dovede na kraj města, kde je pouť a cirkus. Posadí je na ruské kolo a řekne obsluze, aby je vozila do té doby, než se vrátí. V cirkuse vyhledá svojí milou, Lily. To již Kaplana začíná pronásledovat policie a rozhlas hlásí, že se hledá uprchlý trestanec. Kaplan uteče pryč a schová se na korbě nedaleko stojícího skříňového stěhovacího vozu, který právě zřízenci nakládají.
Ve městě Kocourkov mezitím probíhají přípravy na slavnostní uvítání. Blaženka, dcera starosty, si připravuje slavnostní zdravici „Vítej nám ó hrdino z dálky, prodělal jsi šarvátky a války“.  Je postavena slavobrána, slavnostní hudba zkouší pochod. Ke starostovi se však dostaví starý Jalovec, že dostal právě telegram, že jeho syn nepřijede. Starosta říká, že nemůže uvítání zrušit, když na něj vynaložil již tolik peněz a volby se blíží a že až na nádraží lidem případně vysvětlí, že hrdina zatím nepřijel. Starý Jalovec říká, že on ale na nádraží nepůjde.
Kaplan se probudí ve stěhovacím voze, který však byl mezitím naložen na vlak. Ve voze je nábytek, ošacení a další předměty. Převlékne se tedy z uniformy dozorce do slavnostního obleku s buřinkou a vězeňský mundur s číslem 1313 vyhodí na koleje. Po cestě vlak náhle zastaví, zrovna ve městě Kocourkov. Kaplan toho využije, aby z vozu utekl. Když vlak odjede, spatří obyvatelé Kocourkova Kaplana stojícího na druhé straně koleji v jeho slavnostním obleku. Považují jej za hrdinu – mladého Jalovce a spustí uvítací ceremoniál. Kaplan chce zprvu utéct, ale pak se do role vítaného vžije.
Radní vedou Kaplana ke starému Jalovcovi se slovy, že syn nakonec přijel. Starý Jalovec „syna“ moc nepoznává, ale říká, že jej dlouho neviděl, takže připouští, že je to on. Když radní odejdou, sedne si Kaplan s Jalovcem a ten mu řekne, že v něm poznal trestance, se kterým se viděl ve vězení. Domluví se ale spolu, že Kaplan mu bude říkat „tatínku“.
Hrdina – mladý Jalovec (Kaplan) je jmenován čestným občanem Kocourkova. Radním řekne, že se dobře nestarají o obyvatele, špatně hospodaří a nepropagují město.  Nakonec je ve volbách sám zvolen starostou.  Začne pak měnit město – u stavitele Kopeckého objedná pamětihodnosti – zbourání pumpy na náměstí a výstavbu staré gotické kašny, otlučení domů, aby vypadaly historicky, ve sklepě radnice nechá vybudovat krápníkové jeskyně s jezírkem a šestinásobnou ozvěnou, do světových deníků nechá dát inzerát „Visitez le Kotzourkoff“ a informaci o předpotopní obludě v místním rybníce a žralocích v potoce. Do města začínají přijíždět turisté, autokary Čedoku a mají zájem o léčivé vřídlo ve starobylé kašně. Voda se vydává zdarma na lékařské potvrzení, které je k dostání v každé trafice za 53 K. Tajemník dr. Nykys, nápadník Boženky Adamové, má zajistit společenský život ve městě. Starý Jalovec se stane vrchním nadlesním, ale jako bývalého pytláka jej to netěší, protože lov má povolený.
Bývalý starosta Adam navrhne, aby si Boženka vzala mladého Jalovce (Kaplana). Boženka to řekne dr. Nykysovi a ten se chce oběsit na radnici.
Kantýnský Macourek nechá napsat anonymní dopis na policii, že se ve městě objevila podezřelá osobnost, údajně syn starého Jalovce, pytláka.
Do města přijedou tajní a zkoumají, zda je to bývalý trestanec č. 1313.
Do města přijede Cirkus Eden a Lily pozná ve starostovi svého Ferdu.
Starosta ohlásí zasnoubení s Boženkou a uspořádá v cirkusu oslavu. Při oslavě nechá starosta zmizet v kouzelné skříňce jak starého Jalovce, tak sebe. Místo něj se tam objeví dr. Nykys s květinami pro Blaženku. V cirkuse již hlídkují tajní, vyslýchají starého Jalovce, zda je to jeho syn. Policisté oznámí všem, že starosta je ve skutečnosti uprchlý trestanec. Lily přeřeže lana v cirkuse a šapitó spadne, Kaplan utíká, ale nakonec dostane pouta.
Město přejmenuje náměstí, dříve pojmenované po F. Jalovcovi. Vše se vrací ke starému, starostou je opět Adam. Kašna je zbourána a na náměstí se vrací pumpa. Dr. Nykys si bere Blaženku. Kaplan se vrací do trestnice a má jít do samovazby. Spolkne však hodinky ředitele, takže jej pošlou znovu do nemocnice.

## Obsazení
| Jan Werich           | trestanec číslo 1313 Ferdinand Kaplan |
| Jindřich Plachta     | pytlák Jalovec                        |
| Václav Trégl         | holič Ludvík Ešpandr                  |
| Zdenka Baldová       | vdova Nykysová                        |
| Ladislav Pešek       | Dr. Viktor Nykys                      |
| Jaroslav Vojta       | starosta Adam                         |
| Hermína Vojtová      | starostova žena                       |
| Marie Tauberová      | Blaženka, dcera Adamových             |
| Světla Svozilová     | cirkusačka Lily                       |
| Jaroslav Marvan      | ředitel trestnice                     |
| Stanislav Neumann    | trestanec v samovazbě                 |
| Jaroslav Průcha      | detektiv                              |
| Jan Richter          | detektiv                              |
| František Černý      | radní                                 |
| František Filipovský | radní                                 |
| Emanuel Hříbal       | radní                                 |
| Ferdinand Jarkovský  | kantýnský Jan Macourek                |
| Václav Piskáček      | host v kantýně                        |
| F. X. Mlejnek        | majitel realitní kanceláře            |
| Jaroslav Bráška      | krotitel Mr. Jenkins                  |
| Bohuš Záhorský       | radní                                 |
| Vladimír Štros       | hlasatel                              |
| Kocourkovští učitelé | členové městské rady                  |

## Tvůrci a štáb
- Režie: Miroslav Cikán
- Námět: Karel Poláček
- Scénář: Jaroslav Mottl, Miroslav  Cikán, Václav Wasserman
- Kamera: Jaroslav Blažek
- Hudba: Jaroslav Ježek,  Julius Kalaš
- Texty písní: Julius Kalaš, Jarka Mottl, Jiří Voskovec, Jan Werich
- Architekt: Štěpán Kopecký
- Výtvarník: Alois Ludvík Salač (interiéry)
- Zvuk: František Šindelář
- Střih: Antonín Zelenka

## Produkční a technické údaje
- Pracovní název: Převrat v Kocourkově
- Začátek natáčení: 24. září 1934 (ateliéry)
- Konec natáčení: 4. října 1934 (ateliéry)
- Copyright: 1934
- Premiéra: 
  - 22. listopadu 1934 (slavnostní, Kino Světozor)
  - 23. listopadu 1934 (kina Gaumont, Juliš a Světozor)
  - 20. prosince 1946 (obnovená)
- Výroba: Lloyd
- Distribuce: Lloyd (původní; 1934), Státní půjčovna filmů (obnovená; 1946)
- Jazyk: čeština
- Formát: černobílý – 35 mm – 1,19:1 – mono (Tobis-Klang)
- Délka: cca 86 minut
- Ateliéry: AB Barrandov
- Exteriéry: Praha: Hradčany, Malá Strana, Janský vršek

## Zajímavosti
- Ve filmu zazněla píseň Jaroslava Ježka Šaty dělaj´ člověka  v podání Jana Wericha.
- V prosinci 1946 byl film v obnovené premiéře znovu uveden do kinodistribuce. Od tohoto data až do 30. září 1976, kdy byl z distribuce stažen, vidělo film v českých kinech v rámci 10 053 představení celkem 2 155 164 diváků.[2]